# Khaoula Jouini
Khaoula Jouini (26 listopada 1987) – tunezyjska judoczka. Brązowa medalistka mistrzostw Afryki w 2005 roku.